# Omnismo

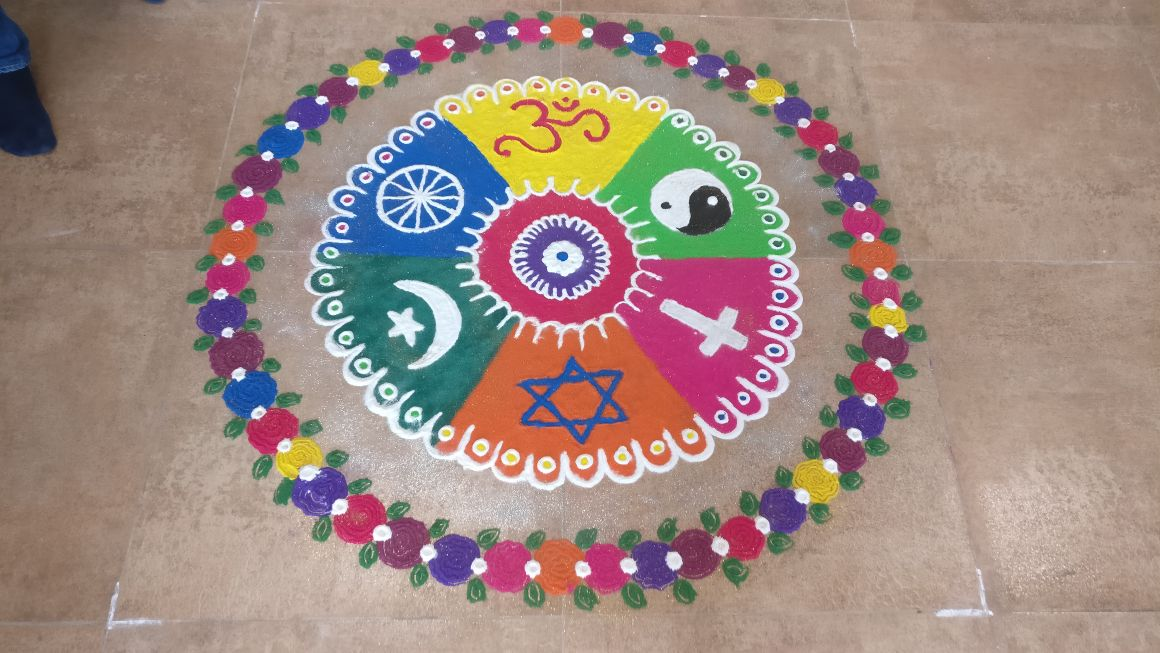
Un mandala artístico con símbolos asociados con seis religiones del mundo que expresan el amor como un valor común.

El omnismo es el respeto o la creencia en todas las religiones con sus dioses o la falta de ellos. Los que sostienen esta creencia se llaman omnistas, a veces escritos como omniteistas. En los últimos años, el término ha resurgido debido al interés de los autodenominados omnistas modernos que han redescubierto y comenzado a redefinir el término. El omnismo es similar al sincretismo, la creencia en una fusión de creencias en armonía. Sin embargo, también puede verse como una forma de aceptar la existencia de varias religiones sin creer en todo lo que enseñan. Muchos omnistas dicen que todas las religiones contienen verdades, pero que ninguna religión ofrece todo lo que es verdad. Sri Ramakrishna, el santo hindú, creía que todas las religiones eran verdaderas. 

## Uso contemporáneo
El uso contemporáneo ha modificado la "creencia en todas las religiones" para referirse más a la aceptación de la legitimidad de todas las religiones . El Oxford English Dictionary elabora que un omnista cree "en un solo propósito trascendente o causa que une todas las cosas o personas". Esa no es necesariamente la conclusión de quienes se describen a sí mismos como omnistas. Algunos omnistas interpretan que esto significa que todas las religiones contienen elementos variables de una verdad común, o colocan el omnismo en oposición al dogmatismo, en el sentido de que los omnistas están abiertos a verdades potenciales de todas las religiones. Sin embargo, esto no significa que haya un solo propósito o causa trascendente que los una. De hecho, puede haber un número infinito de posibilidades, o una forma más profunda de incertidumbre en la realidad. Puede haber una influencia más parecida al existencialismo en el que la conciencia es un poder o fuerza que ayuda a determinar la realidad, pero no es una influencia divina .[cita requerida]
El diccionario de Oxford define a un omnista como "una persona que cree en todas las religiones o credos; una persona que cree en un solo propósito trascendente o causa que une todas las cosas o personas, o los miembros de un grupo particular de personas". Edward Herbert, primer barón Herbert de Cherbury, considerado el primer deísta, argumentó que todas las religiones eran verdaderas. En el poema All Religions are One, William Blake profesaba que todas las religiones se originaron a partir de la revelación de Dios. Henry Stubbe y otros socinianos sintetizaron una forma de cristianismo mahometano . El universalismo unitario, que surgió de la Reforma protestante, practica creencias omnistas. Otras organizaciones interreligiosas notables incluyen la "Church for the Fellowship of All Peoples" (Iglesia para la Fraternidad de Todos los Pueblos) y "Tri-Faith Commons", iniciada por una diócesis episcopal, que afirma ser el único centro interreligioso con un templo, una mezquita y una iglesia. El Parlamento de las Religiones del Mundo fue la primera organización con el objetivo de unir todas las religiones.
En este sentido, el omnismo no parece ser una forma de teología, ya que no propugna ni se opone a creencias particulares sobre Dios . En cambio, afirma la necesidad de llegar a una comprensión de la realidad basada en la experiencia personal, el compromiso y la investigación, y la aceptación de la validez y legitimidad de las diferentes interpretaciones de los demás. En esto, hay, sin embargo, un sistema implícito de valores o ética .

## Omnistas notables
- Philip James Bailey, quien acuñó por primera vez el término.[13]
- Ellen Burstyn, quien se afilia a todas las religiones, habiendo declarado que ella es "una apertura enérgica a la verdad que vive en todas estas religiones".[14]
- John Coltrane, después de una experiencia religiosa autodescrita que lo ayudó a dejar sus adicciones a la heroína y al alcohol, se volvió más profundamente espiritual y luego dijo: "Creo en todas las religiones".[15]
- Kyrie Irving, quien afirmó que es un omnista en respuesta a la condena a su promoción del documental Hebrews to Negroes: Wake Up Black America.[16][17]
- Chris Martin, quien se refirió a sí mismo como un "todo-teísta", un término que él mismo acuñó para referirse al omnismo.[18]
- Shaquille O'Neal, quien se identifica con todas las religiones ya que no quiere excluir o alienar a otros de diferentes religiones. Ha declarado que "Vas a creer lo que crees. La religión musulmana y todas estas religiones existen desde hace miles y miles de años. Entonces, ¿quién soy yo para decir: "Oye, no hagas esto, no hagas aquello". Crees lo que ellos creen, respetas lo que ellos respetan y respetas a esa persona como hombre o mujer, y llegarás lejos en la vida. El hecho es que soy musulmán, soy judío, soy budista, soy todo el mundo porque soy una persona sociable.[19]
- Sri Ramakrishna